# Air Senegal International
A Air Sénégal International foi uma companhia aérea com sede em Dakar, Senegal. Foi uma transportadora regional, operando uma rede de voos domésticos e regionais para países vizinhos. Também operava voos de carga e aerotáxi. Sua principal base foi o Aeroporto Internacional Yoff-Léopold Sédar Senghor.
Em 24 de abril de 2009, a companhia aérea suspendeu todas as suas operações.

## História
A companhia foi fundada em 1 de fevereiro de 1971 como Air Senegal e começou suas operações em 23 de fevereiro de 2001. Foi reestruturada como uma companhia internacional após a aquisição da maior parte da Royal Air Maroc. Foi parte do Groupe Royal Air Maroc, que era dono de 51% das ações da companhia, com o resto sendo mantido pelo governo senegalês.
A companhia teve o seu escritório-base no Aeroporto Internacional Yoff-Léopold Sédar Senghor, em Yoff, Senegal.
Em 2006, a companhia sofreu perdas de $16 milhões. Em 2007, o governo senegalês anunciou que no dia 5 de novembro, iria comprar uma fatia de 26% da companhia, aumentando o tamanho de suas ações para 75%. O governo senegalês afirmou que o suporte da Royal Air Maroc "mostrou suas limitações" e que a companhia necessitava de ser recapitalizada.
No final de 2009, uma nova companhia aérea foi anunciada para substituir a Air Senegal International. A nova companhia foi nomeada Senegal Airlines, com uma frota de 4 Airbus A320 e 2 Airbus A330. As operações da nova companhia iniciaram no início de 2011.

## Destinos

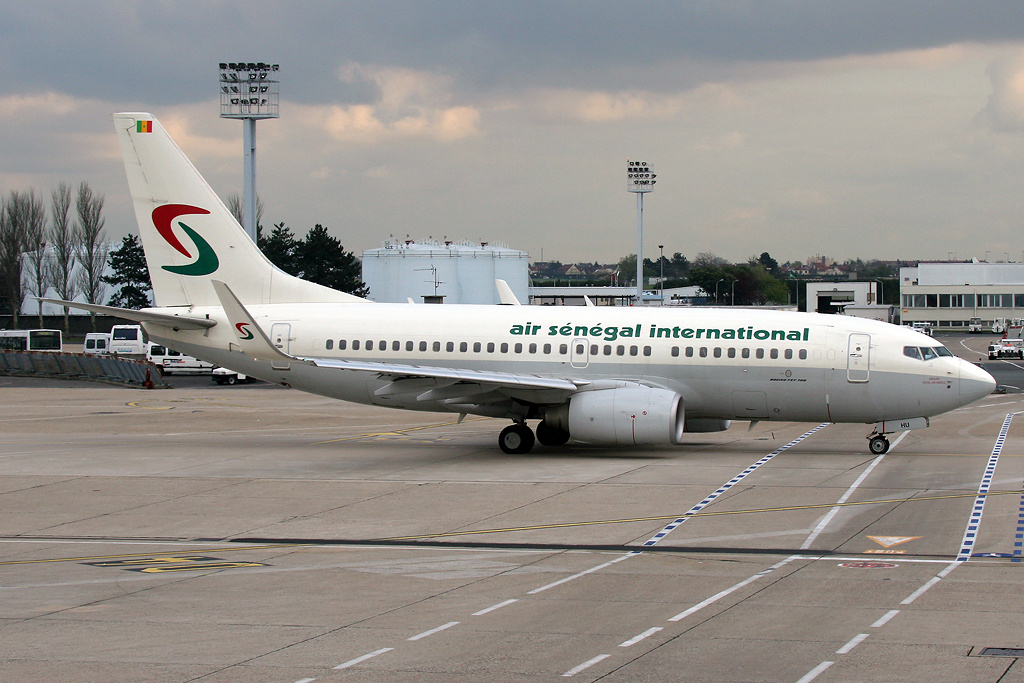
Um Boeing 737-700 da Air Senegal International no Aeroporto de Paris em 2007

Em 2007, a Air Sénégal International operava voos comerciais para os seguintes destinos:

### África
- Benin
  - Cotonou - Aeroporto de Cadjehoun
- Burkina Faso
  - Ouagadougou - Aeroporto de Ouagadougou
- Cabo Verde
  - Praia - Aeroporto Internacional da Praia
- Costa do Marfim
  - Abidjan - Aeroporto Port Bouet
- Gâmbia
  - Banjul - Aeroporto Internacional de Banjul
- Guiné-Bissau
  - Bissau - Aeroporto Internacional Osvaldo Vieira
- Guiné
  - Conakry - Aeroporto Internacional de Conakry
- Mali
  - Bamako - Aeroporto Internacional Senou
- Mauritânia
  - Nouakchott - Aeroporto Internacional de Nouakchott
- Níger
  - Niamey - Aeroporto Internacional Diori Hamani
- Senegal
  - Cap Skirring - Aeroporto de Cap Skirring
  - Dakar - Aeroporto Internacional Yoff-Léopold Sédar Senghor
  - Saint Louis - Aeroporto de Saint Louis
  - Tambacounda - Aeroporto de Tambacounda
  - Ziguinchor - Aeroporto de Ziguinchor
- Togo
  - Lomé - Aeroporto Tokoin

### Europa
- Ilhas Canárias
  - Gran Canária - Aeroporto de Gran Canária
- França
  - Marselha - Aeroporto de Marseille-Provence

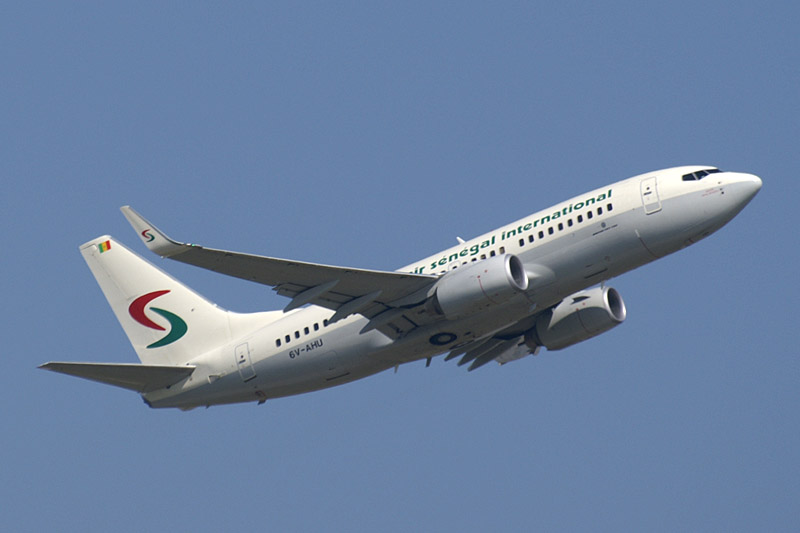
Um Boeing 737-700 da Air Senegal International.

  - Paris - Aeroporto de Orly
- Itália
  - Milão - Aeroporto de Malpensa
- Espanha
  - Madri- Aeroporto de Barajas

### Códigos partilhados
Em maio de 2007, a Air Sénégal International teve acordos de código partilhado com as seguintes companhias:
- Brussels Airlines (Star Alliance)
- Iberia Airlines (Oneworld)
- Royal Air Maroc
- South African Airways (Star Alliance)
- TACV

## Frota

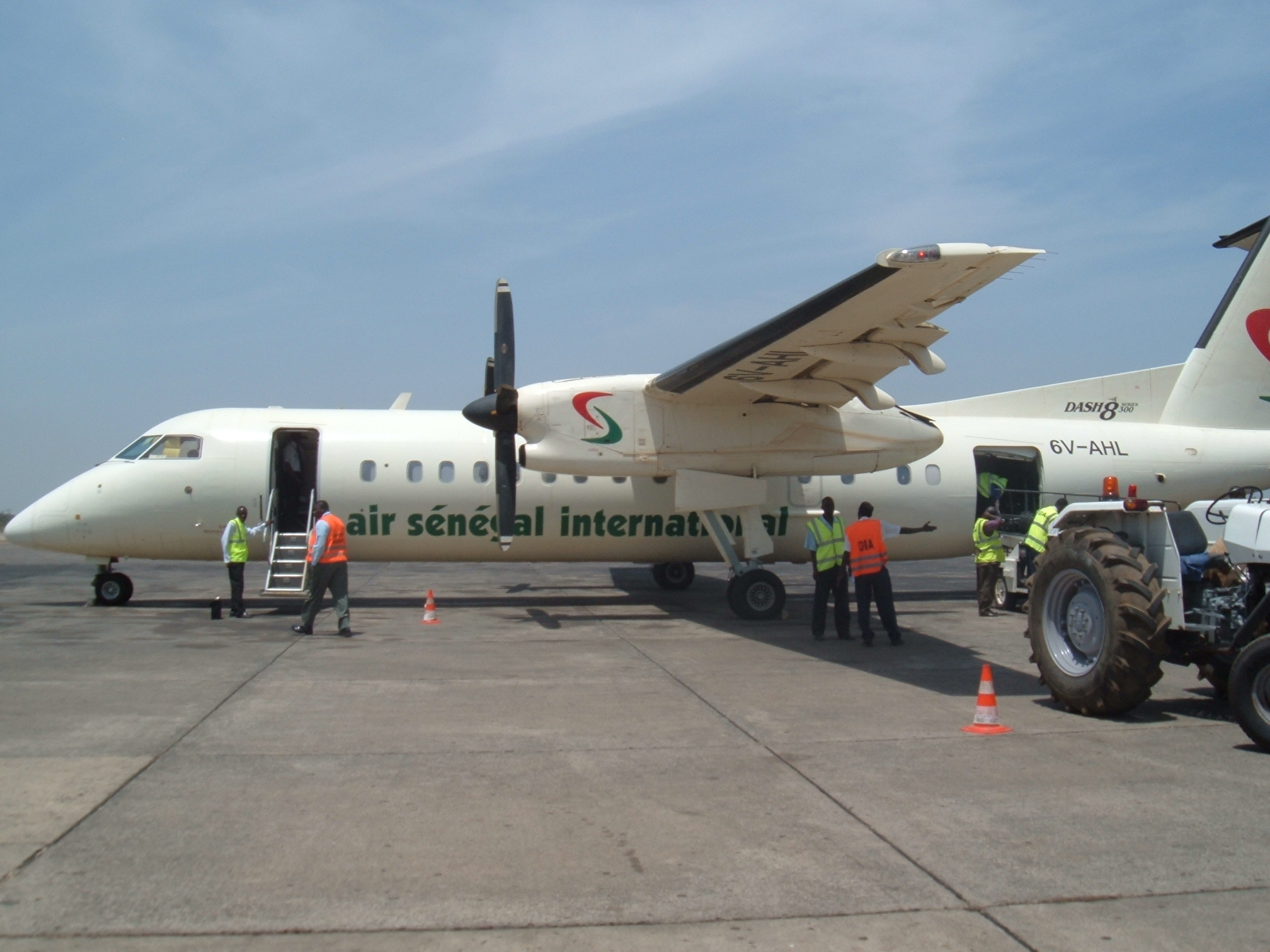
Um Dash8 300 da Air Senegal International no Aeroporto BJL

Em março de 2008, a frota da Air Sénégal International consistia dos seguintes aviões:

### Operados anteriormente
Em agosto de 2006 a companhia também operava:
- 1 Boeing 737-200
- 1 Boeing 737-500